# بازگنجشک اوامبو
بازگنجشک اوامبو (نام علمی: Accipiter ovampensis)، که همچنین با نام بازگنجشک هیلگرت شناخته می‌شود، گونه‌ای از پرندگان شکاری آفریقایی جنوب صحرا از خانواده بازان است که نام خود را از Ovamboland در شمال نامیبیا گرفته‌است.
گویا بازگنجشک اوامبو با بازگنجشک ماداگاسکاری Accipiter madagascarensis مرتبط است و تجزیه و تحلیل تبارزایی از این دو گونه پشتیبانی می‌کند که یک کلاد کاملاً مشخص را تشکیل می‌دهند.